# Кривоногова, Ирина Андреевна
Ирина Андреевна Кривоногова (род. 3 мая 2000 года) — российская пловчиха.

## Карьера
Живёт и тренируется в Новокуйбышевске. Чемпионка Первых Европейских игр в эстафете 4х200 метров вольным стилем.
Бронзовый призёр чемпионата мира 2015 года среди юниоров (Сингапур).
Чемпионка России 2015 года в плавании вольным стилем на дистанции 400 метров.
На чемпионате мира 2016 года на короткой воде участвовала в предварительном заплыве в эстафете 4×200 метров вольным стилем. По результатам финального заплыва удостоена бронзовой медали.